# Colonia los Cedros, delstaten Mexiko
Colonia los Cedros är ett samhälle i kommunen Lerma i delstaten Mexiko i Mexiko. Colonia los Cedros hade 7 240 invånare vid folkräkningen år 2020.